# Vincent Cirelli
Vincent Cirelli (* vor 2000) ist ein Spezialeffektkünstler.

## Karriere
Cirellis Karriere begann im Jahr 2000, als er bei der Fernsehserie The Others für die digitalen Effekte mit verantwortlich war. Für den Kurzfilm The Man with No Eyes war er als technischer Direktor verantwortlich. Seit dem Jahr 2006 ist er bei dem Unternehmen Luma Pictures angestellt, das für viele bekannte Filme wie zum Beispiel Silent Hill, No Country for Old Men, Pirates of the Caribbean – Am Ende der Welt, Harry Potter und der Halbblutprinz, Percy Jackson – Diebe im Olymp, der Underworld-Filmreihe und  Die fantastische Welt von Oz die visuellen und/oder Spezialeffekte erstellt hat. Des Weiteren wirkte Cirelli bei einigen Filmen des Marvel Cinematic Universe mit.
Für seine künstlerischen Leistung bei dem Film Doctor Strange erhielt er eine Oscar-Nominierung bei der Oscarverleihung 2017 in der Kategorie Beste visuelle Effekte, gemeinsam mit seinen Kollegen Stéphane Ceretti, Richard Bluff und Paul Corbould.

## Filmografie (Auswahl)
- 2000: The Others (Fernsehserie)
- 2001: The Man with No Eyes (Kurzfilm)
- 2004: Sky Captain and the World of Tomorrow
- 2005: The Cave
- 2006: Liebe braucht keine Ferien (The Holiday)
- 2006: Der Pakt (The Covenant)
- 2006: Zoom – Akademie für Superhelden (Zoom)
- 2006: Silent Hill
- 2006: Underworld: Evolution
- 2007: Rush Hour 3
- 2007: Hostel 2 (Hostel: Part II)
- 2007: No Country for Old Men
- 2007: Pirates of the Caribbean – Am Ende der Welt (Pirates of the Caribbean: At World’s End)
- 2007: Die Liebe in mir (Reign Over Me)
- 2007: Die Fährte des Grauens (Primeval)
- 2008: City of Ember – Flucht aus der Dunkelheit (City of Ember)
- 2008: Burn After Reading – Wer verbrennt sich hier die Finger? (Burn After Reading)
- 2008: The Midnight Meat Train
- 2008: Hancock
- 2008: Elegy oder die Kunst zu lieben (Elegy)
- 2008: Untraceable
- 2008: Henry Poole – Vom Glück verfolgt (Henry Poole Is Here)
- 2009: Possession – Die Angst stirbt nie (Possession)
- 2009: Fame
- 2009: A Serious Man
- 2009: Die nackte Wahrheit (The Ugly Truth)
- 2009: Harry Potter und der Halbblutprinz (Harry Potter and the Half-Blood Prince)
- 2009: X-Men Origins: Wolverine
- 2009: Underworld – Aufstand der Lykaner (Underworld: Rise of the Lycans)
- 2010: True Grit
- 2010: Percy Jackson – Diebe im Olymp (Percy Jackson & the Olympians: The Lightning Thief)
- 2010: The Book of Eli
- 2011: Captain America: The First Avenger
- 2011: X-Men: Erste Entscheidung (X-Men: First Class)
- 2011: Thor
- 2011: World Invasion: Battle Los Angeles (Battle: Los Angeles)
- 2011: The Green Hornet
- 2012: Prometheus – Dunkle Zeichen (Prometheus)
- 2012: Marvel’s The Avengers
- 2012: Underworld: Awakening
- 2013–2014: Marvel’s Agents of S.H.I.E.L.D. (Fernsehserie, neun Episoden)
- 2013: Thor – The Dark Kingdom (Thor: The Dark World)
- 2013: Saving Mr. Banks
- 2013: Prisoners
- 2013: R.E.D. 2 (RED 2)
- 2013: Iron Man 3
- 2013: G.I. Joe – Die Abrechnung (G.I. Joe: Retaliation)
- 2013: Die fantastische Welt von Oz (Oz the Great and Powerful)
- 2014: The Return of the First Avenger (Captain America: The Winter Soldier)
- 2014: Guardians of the Galaxy
- 2015: Im Herzen der See (In the Heart of the Sea)
- 2015: The Last Witch Hunter
- 2015: Ant-Man
- 2015: Avengers: Age of Ultron
- 2015: Die Bestimmung – Insurgent (The Divergent Series: Insurgent)
- 2016: Doctor Strange
- 2016: The First Avenger: Civil War
- 2016: Die Bestimmung – Allegiant (The Divergent Series: Allegiant)
- 2016: Coca-Cola: A Mini Marvel (Kurzfilm)
- 2016: Deadpool
- 2017: Thor: Tag der Entscheidung (Thor: Ragnarok)
- 2017: Spider-Man: Homecoming
- 2017: Alien: Covenant
- 2017: Guardians of the Galaxy Vol. 2
- 2018: Black Panther